# Военная академия (телесериал)
«Военная академия» (серб. Војна академија) — сербский телесериал о жизни кадетов в белградской военной академии.

## Сюжет
Сериал рассказывает о жизни молодых кадетов, которые были приняты в сербскую военную академию. Зрители следят за судьбой новоиспеченных кадетов от получения ими письма с решением об их принятии.

## Сезоны
| Сезон | Сезон | Эпизод | Оригинальная дата показа | Оригинальная дата показа |
| Сезон | Сезон | Эпизод | Премьера сезона          | Финал сезона             |
| ----- | ----- | ------ | ------------------------ | ------------------------ |
|       | 1     | 16     | 22 января 2012.          | 12 мая 2012.             |
|       | 2     | 7      | 16 февраля 2014.         | 30 марта 2014.           |
|       | 3     | 15     | 19 февраля 2017.         | 4 июня 2017.             |
|       | 4     | 14     | 26 сентября 2018.        | 31 декабря 2018.         |
|       | 5     | 10     | 11 января 2020.          | 14 марта 2020.           |

## Актёры
| Актёр:                  | Роль:                         |
| ----------------------- | ----------------------------- |
| Радован Вуйович         | Радисав Рисович / «Рис»       |
| Боян Перич              | Даниел Стошич                 |
| Тияна Печенчич          | Mилица Зимонич / «Зимче»      |
| Драгана Дабович         | Инес Шашвари / «Шаша»         |
| Иван Михаилович         | Мирко Клисура                 |
| Бранко Янкович          | Живоин Джакович               |
| Елисавета Орашанин      | Весна Роксандрич / «Роксанда» |
| Тамара Драгичевич       | Надица Арсич                  |
| Аня Станич              | Лела                          |
| Никола Ракочевич        | Милан Лакичевич / «Лаки»      |
| Невена Ристич           | Биса Томич                    |
| Александра Аня Иванович | Соня                          |
| Любомир Бандович        | капитан / майор Илья Жарач    |
| Небойша Милованович     | капитан Кашанин               |
| Милош Тимотиевич        | лейтенант Василевич           |
| Бранислав Лечич         | генерал Никола Стефанович     |
| Елена Йовичич           | психолог Весна                |
| Соня Дамьянович         | Ясна Готовуша                 |
| Милица Михайлович       | повариха Шеки                 |
| Елица Сретенович        | Буразер                       |
| Нина Граховац           | лейтенант Лукович             |
| Тихомир Станич          | полковник Зекович             |
| Горан Йокич             | капитан Ковачевич             |
| Младен Нелевич          | Десимир Джакович              |
| Оливера Викторович      | Рада Джакович                 |
| Ивана Михич             | Эмилия Стошич                 |
| Стефан Бузурович        | Срджан                        |
| Олга Оданович           | Mилиярда Клисура              |
| Харис Бурина            | Марадона Клисура              |
| Вучич Перович           | кадет Боголюб Янкович         |
| Небойша Глоговац        | «Чёрный»                      |
| Воислав Брайович        | отец Стошича                  |
| Миодраг Крстович        | Тими Янкович, отец Боголюба   |
| Дара Джокич             | мать Риса                     |
| Феджа Стоянович         | отец Риса                     |
| Власта Велисавлевич     | дед Риса                      |
| Предраг Смилькович      | отец Зимчи                    |
| Миодраг Кривокапич      | профессор Вилотич             |
| Горан Радакович         | профессор Чучко               |
| Милька Брджанин-Бабич   | профессор Тодорович           |
| Искра Брайович          | Таня                          |
| Александр Радоичич      | парень Шаши                   |